# Sakuny (obwód brzeski)
Sakuny (biał. Сакуны, Sakuny; ros. Сакуны, Sakuny) – wieś na Białorusi, w obwodzie brzeskim, w rejonie lachowickim, w sielsowiecie Końki, przy linii kolejowej Łuniniec – Baranowicze.

## Historia
W XIX i w początkach XX w. położone były w Rosji, w guberni mińskiej, w powiecie nowogródzkim, w gminie Darewo.
W dwudziestoleciu międzywojennym leżały w Polsce, w województwie nowogródzkim, w powiecie baranowickim, w gminie Darewo. W 1921 miejscowość liczyła 131 mieszkańców, zamieszkałych w 24 budynkach, wyłącznie Polaków. 118 mieszkańców było wyznania prawosławnego i 13 rzymskokatolickiego.
Po II wojnie światowej w granicach Związku Sowieckiego. Od 1991 w niepodległej Białorusi.